# Tam gdzie nie ma dróg
Tam gdzie nie ma dróg – pierwszy polski singel Ewy Farnej z albumu Sam na sam, który nie przyniósł szerokiej popularności wokalistce. Piosenka jest odpowiednikiem czeskiego singla Zapadlej krám.

## Powstanie utworu
Linia melodyczna pochodzi publishingu i została stworzona przez Daniela Gibsona oraz Han'some'a. Oryginalny tytuł kompozycji brzmi Amazing. Tekst do czeskiej wersji piosenki Zapadlej krám stworzyła Petra Glosr Cvrkalová, zaś do polskiego odpowiednika Mirosława Szawińska. Piosenka utrzymana jest w stylistyce popowej.

## Teledysk
Nagrania do teledysku – zarówno do polskiej, jak i czeskiej wersji piosenki – odbyły się w styczniu 2007 roku w Pradze. Premiera teledysku miała miejsce 24 października 2007 roku. Reżyserem klipu jest Pavel Sadílek.
Teledysk przedstawia historię znudzonej nastolatki, która dla zaprasza kilkoro znajomych na próbę zespołu. Nie podoba się to starszemu sąsiadowi dziewczyny.

## Wykonania na żywo
Utwór nigdy nie został wykonany w telewizji, na gali bądź dużym festiwalu. Jednakże piosenka należała do tracklisty tras koncertowych wokalistki w latach 2009, 2010, 2013 i 2015.

## Komercyjny odbiór
Większość rozgłośni radiowych nie była zainteresowana piosenką. Teledysk był grany w telewizyjnej stacji VIVA Polska, gdzie był wielokrotnie notowany w różnych listach przebojów. Niestety archiwalne notowania stacji VIVA Polska nie zostały zachowane. Jedyne notowanie podaje 58. pozycję piosenki w rocznym podsumowaniu 1500sto900 w roku 2008.